# Heiko Harborth
Heiko Harborth (* 11. Februar 1938 in Celle) ist ein deutscher Mathematiker und Hochschullehrer, der sich vor allem mit Graphentheorie, Kombinatorik, Diskreter Geometrie und Zahlentheorie beschäftigt.

## Leben
Harborth ging in Bad Iburg und Wolfenbüttel aufs Gymnasium (Abitur 1958) und studierte 1958 bis 1964 Mathematik und Physik an der TU Braunschweig mit dem Ziel, Gymnasiallehrer zu werden. 1964 wurde er Assistent in Braunschweig und 1965 wurde er dort bei Hans-Joachim Kanold promoviert. 1972 habilitierte er sich in Braunschweig, 1975 wurde er dort außerordentlicher Professor und 1978 Professor.
2007 erhielt er mit Stephen Milne die Euler-Medaille. Er ist Mitglied der Braunschweigischen Wissenschaftlichen Gesellschaft, der New York Academy of Sciences und des Institute of Combinatorics and its Applications.
Von 1988 bis 2001 war er Herausgeber der Mathematischen Semesterberichte und er war Mitherausgeber des Fibonacci Quarterly, von Integers: Electronic Journal of Combinatorial Theory und von Geombinatorics.
Von 1961 bis zu ihrem Tod 1980 war er mit Karin Reisener verheiratet, mit der er zwei Kinder hat, und seit 1985 mit Bärbel Peter.

Harborth-Graph

## Werk
Der nach ihm benannte Harborth-Graph (1986) ist das kleinste bekannte Beispiel eines Streichholzgraphen (Matchstick graph), in dem jeder Knoten genau vier Nachbarn hat (er ist 4-regulär). Wie der Name andeutet, lassen sich Streichholzgraphen mit gleich langen Streichhölzern auf einer flachen Oberfläche nachbilden (das heißt, die Kanten haben Einheitslänge und der Graph ist planar). Die Harborth-Vermutung besagt, dass jeder planare Graph eine Geraden-Einbettung in die Ebene besitzt, bei der die den Kanten entsprechenden Geradensegmente ganzzahlige Werte haben. Dass jeder planare Graph eine Geraden-Einbettung (Straight-line embedding) in der Ebene besitzt, war schon länger bekannt (Satz von Fáry, 1948). Die Vermutung ist für kubische Graphen (jeder Knoten hat genau drei Nachbarn) bewiesen, der allgemeine Fall ist offen.
Er bewies einen Satz vom Typ des Happy Ending Theorems von Paul Erdős, George Szekeres und Esther Klein. Während dort bei fünf Punkten in allgemeiner Lage in der Ebene vier Punkte ein konvexes Viereck bestimmen, bewies Harborth, dass bei zehn oder mehr Punkten in allgemeiner Lage in der Ebene fünf dieser Punkte ein konvexes Pentagon bestimmen, das keine der anderen Punkte enthält.
1974 löste er das Coin Graph Problem in der Diskreten Geometrie, das nach der maximalen Kantenzahl in einem Münzgraph (so genannt, da er aus Kugelpackungen entsteht) mit n Knoten und einheitlicher Kantenlänge (die Scheiben haben alle gleichen Radius) fragt. Harborth fand für die maximale Kantenzahl {\displaystyle T(n)=\lfloor (3n-{\sqrt {12n-3}})\rfloor }.
Nach ihm und Kenneth Stolarsky ist die Stolarsky-Harborth-Konstante benannt.
Er befasste sich auch mit Mathematikgeschichte (unter anderem mit Richard Dedekind).